# Ryder Cup 1977
Navigation
1975 1979
la 22e édition de la Ryder Cup a eu lieu au Royal Lytham & St Annes, à Lytham St Annes, Fylde dans le Lancashire.
L'équipe des États-Unis remporte la compétition sur le score de 12½ à 7½.

## Composition des équipes
| - Capitaine: - Joueurs: | - Capitaine: - Joueurs: |

## Compétition

### foursomes
- B J Gallacher & B W Barnes - L Wadkins & H Irwin :  3 et 1
- N C Coles & P Dawson - D Stockton & M McGee :  1 up
- N Faldo & P Oosterhuis - R Floyd & L Graham :  2 et 1
- E Darcy & A Jacklin - E Sneed & D January : égalité
- T Horton & M James - J W Nicklaus & T Watson :  5 et 4

### 4 balles meilleure balle
- BW Barnes & T Horton - T Watson & H Green :  5 et 4
- N C Coles & P Dawson - E Sneed & L Wadkins :  5 et 3
- N Faldo & P Oosterhuis - J W Nicklaus & R Floyd  :  3 et 1
- A Jacklin & E Darcy - D Hill & D Stockton :  5 et 3
- M James & K Brown - H Irwin & L Graham :  1 up

### Simples
- H Clark - L Wadkins :  4 et 3
- N C Coles - L Graham :  5 et 3
- P Dawson - D January  :  5 et 4
- B Barnes - H Irwin  :  1 up
- T Horton - D Hill :  5 et 4
- B J Gallacher - J W Nicklaus  :  1 up
- E Darcy - H Green :  1 up
- M James - R Floyd :  2 et 1
- N Faldo - T Watson  :  1 up
- P Oosterhuis - J McGee  :  2 up